# Krombeek
De Krombeek is een riviertje dat stroomt tussen Hoelbeek en Eigenbilzen in Vochtig-Haspengouw.
Het riviertje ontspringt ten noorden van Kleine-Spouwen, loopt ten westen van Mopertingen en mondt van daar na ongeveer 1 km uit in de Meersbeek.
De Krombeek meandert sterk. De vallei is asymmetrisch: de linkeroever is steil en de rechteroever vlak. De beemden van de beek dienden vroeger als hooiland. Later werden er populieren geplant. De meidoornhagen, welke vroeger de hoogstamboomgaarden afzoomden, groeiden verder uit en de beemden werden verlaten.

## Natuurgebied
Anno 2013 is hier een natuurgebied, waarvan meer dan 8 ha in beheer is bij vzw Orchis. Er zijn amfibieënpoelen gegraven. Broedvogels zijn: Bosuil, buizerd, boomvalk, boomklever en kleine bonte specht. Tot de flora behoren maretak, eenbes, bosanemoon, wilde hyacint, kievitsbloem en slanke sleutelbloem.
Het gebied omvat ook enkele terreinen langs de nabijgelegen Meersbeek.